# Jet (樂隊)
Jet是来自澳洲墨爾本的一個摇滚乐队，第一章专辑《降生》（Get Born）于2003年上市，销售量超过百万张。Jet是2000年代開始后，成功的繼承了澳洲前輩世界级搖滾樂隊比吉斯以及空中補給樂隊，成為澳洲出產的世界知名樂隊之一。成員創作的樂曲多次成為澳洲，歐洲以及美國音樂榜的冠軍單曲。
2004年樂隊歌曲《Are you ganna be my girl》被美國蘋果公司選為IPOD宣传歌曲，成员在MV中身着复古军服，被舆论称之为具有甲壳虫乐队风范。
乐队於2005年推出纪念T恤等服装纪念品，全球热销，在年尾進入亞洲市場，更是在香港，东京等城市热卖。
除此之外，好莱坞电影《蜘蛛侠》系列的插曲亦为Jet乐队演唱。
於2012年3月26日宣布解散。
於2016年復出。

## 乐队成员

### 目前成员
- Nic Cester（英语：Nic Cester） – 主唱，吉他手來自墨爾本格林威夫利（2001-至今）
- Cameron Muncey（英语：Cameron Muncey） – 首席吉他，副音來自墨爾本本里奇蒙德（2001-至今）
- Mark Wilson（英语：Mark Wilson (musician)） – 貝斯，键盘手，harmonica來自墨爾本（2002-至今）
- Chris Cester（英语：Chris Cester） – 鼓手，percussion，副音，吉他手來自墨爾本（2001-至今）

### 樂團介紹
這是一組20出頭來自澳洲墨爾本的4位年輕小伙子，所把玩出再掀復古概念的全新搖滾作品！『我們想要找回60及70年代的音樂感動，找尋其音樂的根源，那也之所以讓我們每一次表演都會翻玩貓王的"That's Alright Mamma"！』Jet的團員如此說道。
當音樂的歷史演進到新的紀元，腳步似乎暫緩了起來，一些追本溯源復古搖滾文化，已如火如荼的延燒展開了起來，如同The White Stripes，The Hives，The Strokes，Hot Hot Heat，Yeah Yeah Yeahs…等一票評價相當高的新生代樂團，他們直接了當的向20世紀60年代的風格取材，綻放Garage Rock與70年代Punk Rock的音樂魅力！
由Nic (主唱/吉他)與Chris Cester(鼓手)兩兄弟為其核心，加上Cameron Muncey (吉他手)和Mark Wilson四人所組成的Jet，從小Cester便浸淫在爸媽所聆聽的唱片世界中，尤其是Beatles，這也驅使他倆組團的意念，取了個The Boys為團名開始翻玩一些經典團的名作，其中並吸取前輩的精華，加入自己的創作概念中，傑出的表現，受到替澳洲於全球搖滾市場爭光The Vines賞賜，應邀做他們巡迴演唱會的暖場團！一曲相當率性的單曲"Take it Or Leave It"驚艷四座，立刻被NME讚譽是『Rolling Stone與澳洲的搖滾英雄AC/DC的綜合體』！Jet瞬時形成各大唱片公司搶人的局面！終在花落Elektra後，率先推出安撫那些按耐不住期待的樂迷之先發EP「Dirty Sweet」，識曾相似的專輯名稱是取自T-Rax的音樂概念！連滾石合唱團2003的復出巡迴演唱會，都指定Jet作他們的開場樂團！

### 前乐队成员
- Doug Armstrong – 贝斯手 (2001-2002)
- Jason Doukas – 键盘手 (2001)